# Igreja Protestante do Senegal
A Igreja Protestante do Senegal - em francês Église protestante du Sénégal, geralmente abreviada como EPS - é uma denominação reformada no Senegal. Sua sede está localizada em Dacar. É a primeiro denominação protestante e a segunda denominação cristã reconhecida pelo estado, depois da Igreja Católica Romana.
A denominação é conhecida no país pelo seu trabalho social e é convidada pelo estado para eventos como a investidura do Presidente da República, o Dia da Independência ou a cerimónia de Vontade do Chefe de Estado.

## História

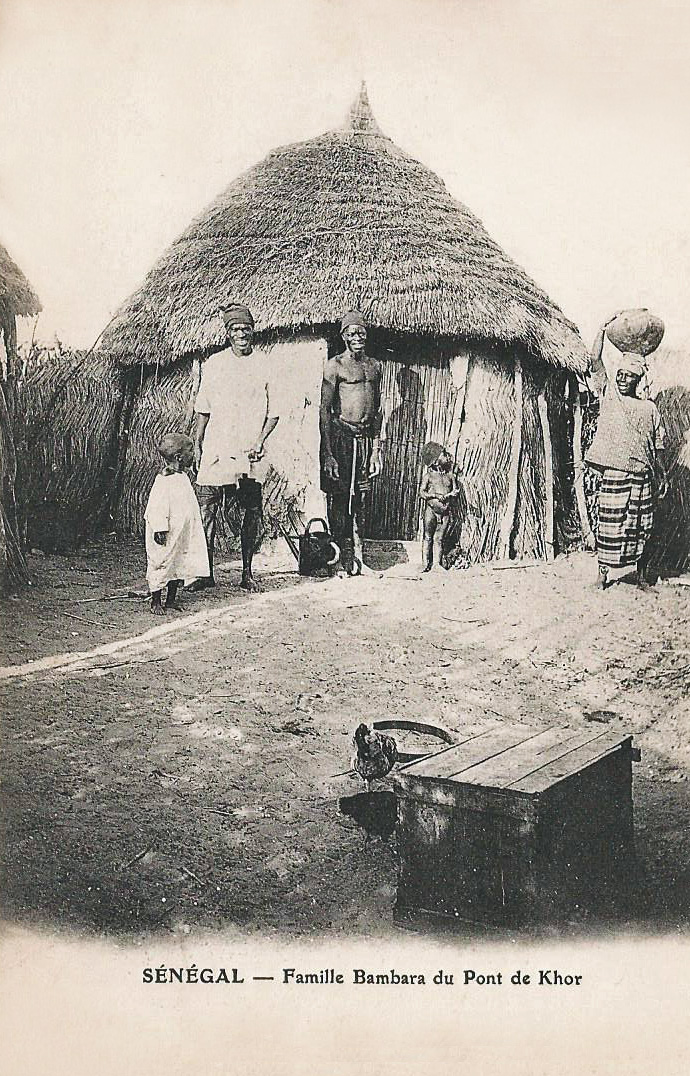
Missionários da Sociedade de Missões Evangélicas de Paris em São Luís (Senegal).

Em 1863, a Sociedade de Missões Evangélicas de Paris (SMEP), da Igreja Reformada Francesa, iniciou seu trabalho no Senegal. Nos primeiros anos da missão, mais de 25 missionários passaram pelo país, sem que nenhum nacional fosse convertido. Todavia, os missionários serviram aos expatriados presentes no Senegal. 
Em 1870, o missionário François Villégier chegou ao país. Em 1873 ocorreu o primeiro batismo de um senegalês, Mademba Casalis Guèye. 
Em 1894, a primeira capela foi construída em São Luís (Senegal). Depois que Dacar se tornou a capital do Senegal em 1904, a SMEP colocou um missionário lá em 1906 e, eventualmente, uma igreja foi construída em 1913. Em 1952, a comunidade foi constituída como a Igreja Protestante de Dakar e a diáspora na África Ocidental Francesa com dois pastores - um para servir a comunidade de Dakar e o outro para servir os membros espalhados em outras partes do país. 
Nos anos seguintes, a igreja não conseguiu se espalhar no país. 
Após a independência do Senegal, em 1960, a igreja voltou a se concentrar na sua expansão. Em 1972, a Igreja Protestante do Senegal (EPS) foi fundada.  Em 1974, foi ordenado o primeiro pastor senegalês da EPS, Samuel Vauvert Dansokho. Em 2010, o segundo pastor nacional foi ordenado, Philippe Jean-Baptiste Mendy. Desde então, a igreja tem ordenado vários senegaleses em diversas funções.
Em 2015, a denominação tinha 1.000 membros, em 4 igrejas e congregações.

## Doutrina
A igreja subscreve o Credo dos Apóstolos, Credo Niceno-Constantinopolitano e não permite a ordenação de mulheres.

## Relações inter eclesiásticas
A denominação é membro da Comunhão Mundial das Igrejas Reformadas.